# 제2대 셸번 백작 윌리엄 페티

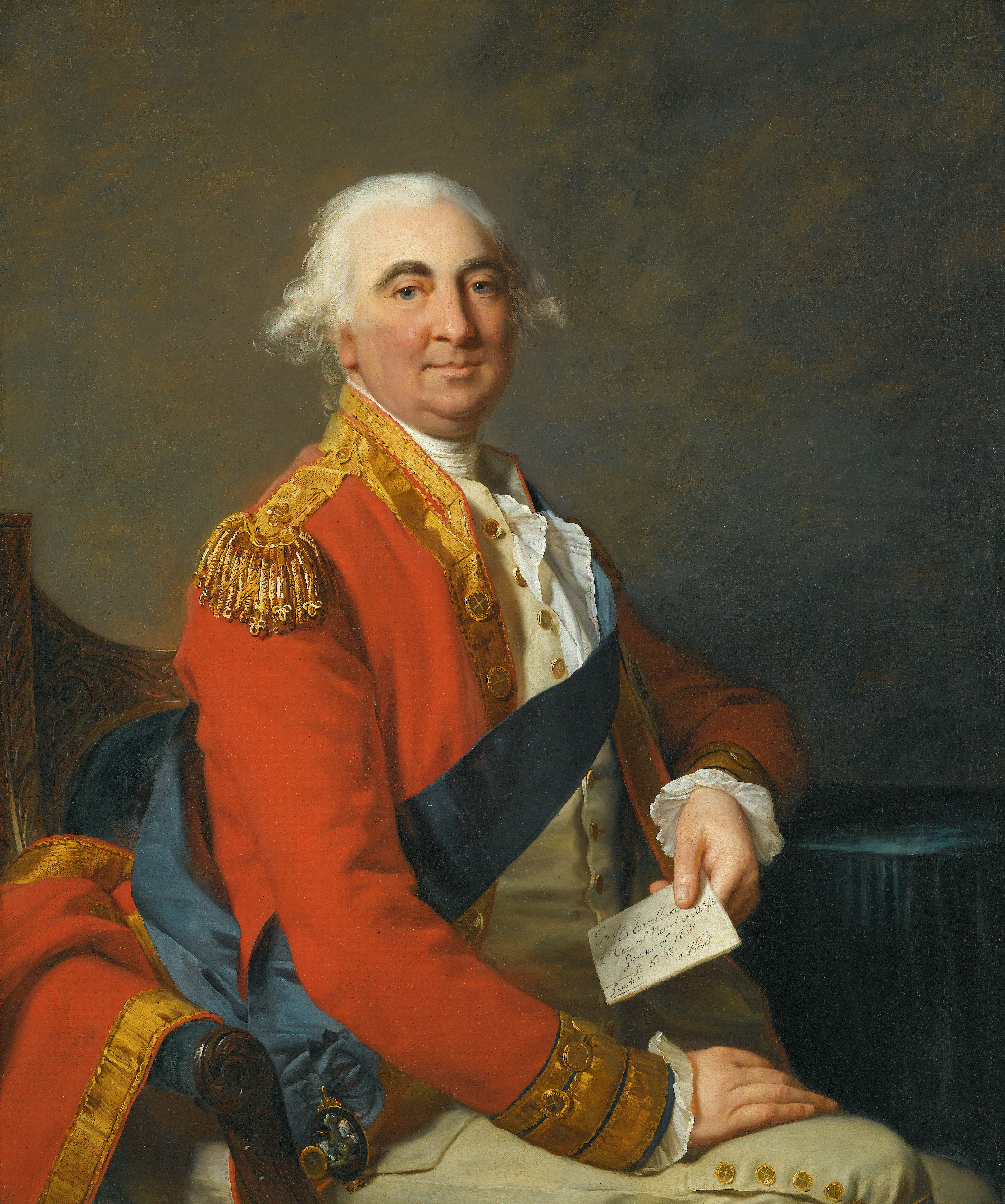
셸번 백작, 장로랑 모스니에의 그림

제1대 랜즈다운 후작 윌리엄 페티피츠모리스(William Petty Fitzmaurice, 1st Marquess of Lansdowne, KG, PC)는 셸번 백작(The Earl of Shelburne)으로 잘알려진 영국의 정치인이다.